# Stauroderma
Stauroderma Zittel, 1878 è un genere estinto di spugne, appartenente agli Hexactinellida. Visse tra il Giurassico inferiore e il Cretacico superiore (Toarciano - Campaniano, circa 183 - 74 milioni di anni fa) e i suoi resti fossili sono stati ritrovati in Europa.

## Descrizione
Questa spugna era di grandi dimensioni: solitamente poteva raggiungere un diametro di 15 centimetri, ma si conosce almeno un esemplare del diametro di oltre 30 centimetri, rinvenuto nei pressi di Dotternhausen e risalente al Giurassico inferiore. Stauroderma era caratterizzata da una struttura a forma di imbuto, percorsa da numerosi raggi corrugati. 

## Classificazione
Descritto per la prima volta nel 1877 da Zittel, Stauroderma è il genere eponimo degli Staurodermatidae, una famiglia di spugne appartenenti al gruppo Hexactinellida, note anche come spugne vitree. 
Stauroderma è noto per una quantità di fossili rinvenuti in Europa (Germania, Francia, Polonia, Portogallo, Spagna) e in Sudamerica (Argentina) in terreni del Giurassico; alcuni esemplari rinvenuti in Germania nei pressi di Wernigerode (Germania) e risalenti al Campaniano (Cretaceo superiore) sono stati descritti come Stauroderma cretacea. Una delle specie più note è S. lochense, del Giurassico  tedesco e polacco. Altre specie sono S. birmensdorfensis, S. depressa, S. vasa. 

## Paleoecologia
Stauroderma era un organismo che viveva essenzialmente in ambienti basinali poco profondi, in reef o in ambienti lagunali.